# Sigrid (voornaam)
Sigrid of Siegrid is een Scandinavische meisjesnaam.
Sigrid komt waarschijnlijk van het Oudnoorse sig, "overwinning, zege" en rid, "rijden" of frid wat "mooi" betekent. De naam betekent dus waarschijnlijk "zij die naar de overwinning rijdt" of "mooie zege". 

## Bekende personen
- Sigrid Undset (1882-1949), Noorse schrijfster die in 1928 de Nobelprijs voor de Literatuur won
- Sigrid, Noorse zangeres die sinds 2013 actief is
- Sigrid Braam, Nederlands theoloog en theatermaker
- Sigrid Kaag, Nederlandse D66-politica en voormalige diplomate die sinds 2017 actief is